# FC Mecklenburg Schwerin
Der FC Mecklenburg Schwerin ist ein 2013 gegründeter Fußballverein aus Schwerin, der durch Fusion des Fördervereins FCM Schwerin und dem FC Eintracht Schwerin entstand. Heimstätte ist der Sportpark Lankow. Zudem beherbergt der Verein Gymnastikgruppen, eine E-Sport-Abteilung und eine Dart-Abteilung.

## Geschichte
Der Verein vereinigt die Geschichten der ehemaligen SG Dynamo Schwerin, der Mannschaft der Schweriner Volkspolizei, und der ehemaligen Betriebssportgruppe des Schweriner Kabelwerks, die unter verschiedenen Namen mehrmals zweitklassig war und ein Jahr der DDR-Oberliga angehörte.

### Ursprünge im DDR-Fußball

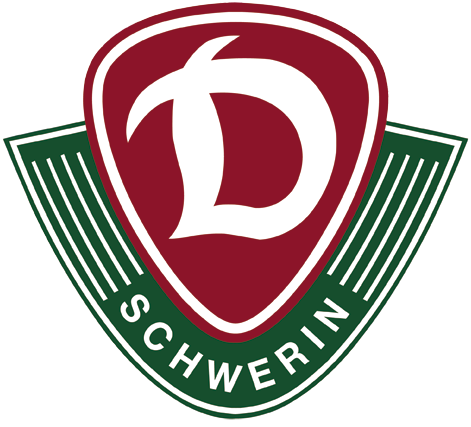
Logo der SG Dynamo

Logo der BSG Motor

- 1945 wurde die SG Schwerin gegründet und 1949 in BSG Vorwärts Schwerin umbenannt. Historisch bezog sich die SG Schwerin auf den ältesten Fußballklub der Stadt, den Schweriner FC 03, in dessen direkter Nachfolge die SG Schwerin nach dem Verbot aller Vereine durch Beschluss des Alliierten Kontrollrats entstanden war. Bereits im Januar 1951 wurde aus Vorwärts die BSG Einheit Schwerin. 1956 erfolgte der nächste Namenswechsel durch den Anschluss an den neu gegründeten SC Traktor Schwerin, wobei sich Teile der Mannschaft der ASG Vorwärts Schwerin anschlossen. Dessen Fußballabteilung schloss sich am 1. August 1964 der im selben Jahr gegründeten BSG Motor Schwerin an. 1988 benannte sich diese in BSG Motor Kabelwerk Schwerin um, aus der schließlich 1990 der SV Schweriner Kabelwerk und 1991 der Schweriner SC hervorging. Diesem schlossen sich 1992 der VfL Schwerin und der SV Grün-Weiß Schwerin an. Im VfL war ein Jahr zuvor der ehemalige DDR-Ligist ISG Schwerin aufgegangen.

- 1948 wurde die SG Volkspolizei Schwerin gegründet. Nach der Gründung der Sportvereinigung SV Deutsche Volkspolizei im Jahr 1950 wurde der Verein in SV Deutsche Volkspolizei Schwerin umbenannt. Deren Ligamannschaft wurde 1952 nach Rostock delegiert und spielte dort als SV Deutsche Volkspolizei Rostock weiter. Aus der zweiten Mannschaft wurde die neue erste Mannschaft, die bis zur Wende in der DDR als SG Dynamo Schwerin und ab dem 17. April 1990 als Polizei SV Schwerin (PSV Schwerin) antrat. Dieser benannte sich am 1. Juli 1991 in 1. FSV Schwerin um.

|                                       |
| Fett: Heute noch existierende Vereine |

### Fusionen nach der Wende
Nachdem sich die Fußball-Abteilung des Schweriner SC im Jahr 1996 als FC Eintracht Schwerin selbstständig gemacht hatte, schloss sich der Oberligist 1. FSV Schwerin am 1. Juli 1997 dem klassentieferen FCE an. Bereits 1996 war im Schweriner SC eine neue Fußballabteilung gegründet worden.
Im November 2003 wurde ein neuer Verein unter dem Namen SG Dynamo Schwerin gegründet. Dieser steht jedoch in Konkurrenz zum FC Eintracht bzw. heute zum FC Mecklenburg.
2009 wurde aus den drei mitgliederstärksten Vereinen der Stadt – FC Eintracht Schwerin, SG Dynamo Schwerin und der Schweriner SC – zusammen mit Vertretern aus Politik und Verwaltung der FC Mecklenburg Schwerin gegründet – zunächst als Förderverein. Am 28. Mai 2013 fusionierten der Förderverein FC Mecklenburg Schwerin und der FC Eintracht Schwerin letztlich zum Fußballverein FC Mecklenburg Schwerin, womit eine stärke Bündelung der Ressourcen angestrebt wurde. Im Aufsichtsrat saßen nicht nur Vertreter aus Politik, Verwaltung und der Wirtschaft, sondern auch Vertreter vom Schweriner SC und Dynamo Schwerin.

### Vereinsgeschichte ab 2013
Seit der Saison 2013/14 tritt der Verein als FC Mecklenburg Schwerin an. Nach mehreren Jahren in der Verbandsliga belegte der Verein zum Ende der Saison 2015/16 den ersten Platz in der Verbandsliga Mecklenburg-Vorpommern und stieg unter Trainer Martin Pieckenhagen in die fünftklassige Oberliga Nordost-Nord auf. Als der Verein während der Hinrunde nach fünf Niederlagen in Folge den vorletzten Platz der Tabelle belegte, trat Pieckenhagen zurück. Für ihn übernahm der bisherige Co-Trainer Enrico Neitzel und führte den Verein zum Klassenerhalt. Als sich der Verein in der Folgesaison sieben Spieltage vor Ende der Saison in akuter Abstiegsgefahr befand, wurde die Trennung von Neitzel bekannt gegeben. Bis zum Ende der Saison übernahm der bisherige Co-Trainer Tobias Sieg die Betreuung der Mannschaft, konnte jedoch den Abstieg aus der Oberliga nicht mehr verhindern.
Zur neuen Saison wurde 2018 als neuer Trainer Stefan Lau verpflichtet. Mit einem ambitionierten Drei-Jahres-Plan sollte die Rückkehr in die Oberliga gelingen. Nach Platz 5 und Platz 4 lag der Verein in der Saison 2020/21 voll auf Kurs und belegte den 1. Platz, als die Saison coronabedingt unterbrochen werden musste. Nachdem der Nordostdeutsche Fußballverband (NOFV) entschied, die Saison zu beenden, gleichzeitig aber zu werten, war der Wiederaufstieg in die fünfte Liga perfekt.
Als Saisonziel in der Oberliga wurde der Klassenerhalt ausgegeben. Mit 34 Punkten belegte der Verein am Ende der Saison 2021/22 den 14. Platz und konnte das formulierte Saisonziel erreichen. Die Saison 2022/23 startete für den Verein mit dem Abgang einiger Leistungsträger. Erwähnenswert ist auch die Verpflichtung des vereinslosen Nelson Mandela Mbouhom, der in der Jugend vom FC Barcelona ausgebildet wurde und mit Eintracht Frankfurt 2018 den DFB-Pokal gewann. Die Saison begann mit neun Niederlagen am Stück. Erst am 10. Spieltag konnte mit einem 3:3 gegen Blau-Weiß 90 Berlin der erste Punkt eingefahren werden. Der erste Sieg gelang am 12. Spieltag gegen den SC Staaken. Am Ende der Saison stand das Team auf dem letzten Tabellenplatz und musste erneut den Gang in die Verbandsliga antreten.

## Statistik

### Ligazugehörigkeit der Vorgängervereine

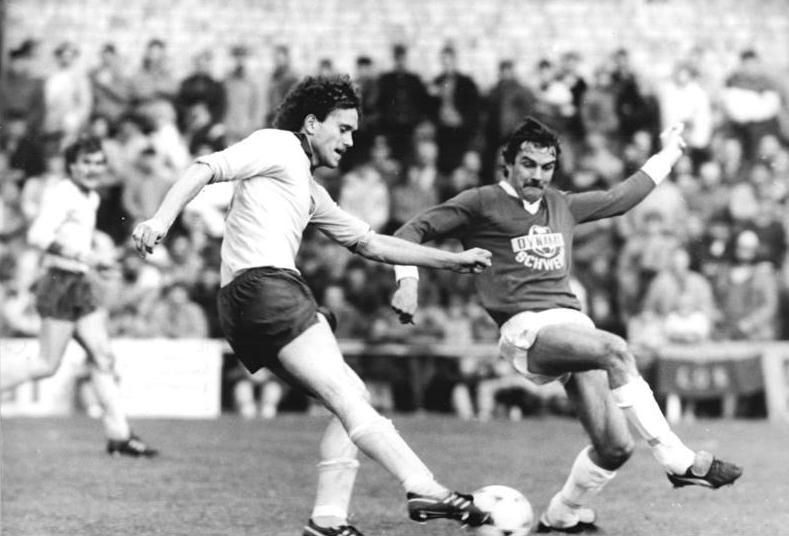
Gastgeber Dynamo Schwerin gegen 1. FC Lok Leipzig (1987)

Die Vorgängervereine des Schweriner SC konnten als Vorwärts Schwerin immerhin auf eine Saison in der eingleisigen DDR-Oberliga als höchster Spielklasse zurückblicken und nahmen später mit insgesamt sechs Spielzeiten an der zweitklassigen DDR-Liga teil.
Erfolgreicher waren die Vorgängervereine des 1. FSV Schwerin. Die Volkspolizisten schafften nie den Aufstieg in die Oberliga, doch gehörte die SG Dynamo Schwerin 30 Jahre der zweithöchsten Spielklasse der DDR an. 1975 hatte der Verein seine erste Teilnahme an der Aufstiegsrunde zur DDR-Oberliga, in der die Mannschaft jedoch scheiterte. 1984 gab es eine zweite Teilnahme an der Aufstiegsrunde. In der vorletzten Saison des eigenständigen DDR-Fußballs zog der Verein als Polizei SV Schwerin ins Finale des ehemaligen FDGB-Pokals, nun NOFV-Pokal, ein. Dort unterlagen sie Dynamo Dresden mit 1:2, waren jedoch als Pokalfinalist für den folgenden Europapokal der Pokalsieger qualifiziert, da Dresden als Meister im Landesmeisterwettbewerb spielte. Auf der europäischen Bühne trafen die Schweriner auf den FK Austria Wien. Einem 0:2 im Hinspiel, das im Rostocker Ostseestadion stattfand, folgte ein 0:0 im Rückspiel in Wien, das das Ausscheiden bedeutete.
| Zeitraum  | Vereinsname                  | Liganame (Spielklasse)                             |
| --------- | ---------------------------- | -------------------------------------------------- |
| 1947–1949 | SG Schwerin                  | Fußball-Landesklasse Mecklenburg (I)               |
| 1949–1950 | BSG Vorwärts Schwerin        | DDR-Oberliga (I)                                   |
| 1950–1952 | BSG Einheit Schwerin         | DDR-Liga, Staffel Nord (II)                        |
| 1952–1956 | BSG Einheit Schwerin         | Bezirksliga Schwerin (III)                         |
| 1957      | SC Traktor Schwerin          | Bezirksliga Schwerin (III)                         |
| 1958–1963 | SC Traktor Schwerin          | II. DDR-Liga, Staffel 1 (III)                      |
| 1963–1964 | SC Traktor Schwerin          | Bezirksliga Schwerin (III)                         |
| 1964–1972 | BSG Motor Schwerin           | Bezirksliga Schwerin (III)                         |
| 1972–1974 | BSG Motor Schwerin           | DDR-Liga, Staffel A (II)                           |
| 1974–1976 | BSG Motor Schwerin           | Bezirksliga Schwerin (III)                         |
| 1976–1977 | BSG Motor Schwerin           | DDR-Liga, Staffel A (II)                           |
| 1977–1983 | BSG Motor Schwerin           | Bezirksliga Schwerin (III)                         |
| 1983–1984 | BSG Motor Schwerin           | DDR-Liga, Staffel A (II)                           |
| 1984–1988 | BSG Motor Schwerin           | Bezirksliga Schwerin (III)                         |
| 1988–1990 | BSG Motor Kabelwerk Schwerin | Bezirksliga Schwerin (III)                         |
| 1990–1991 | SV Schweriner Kabelwerk      | Bezirksliga Schwerin (III)                         |
| 1991–1992 | Schweriner SC                | Landesliga Mecklenburg-Vorpommern (IV)             |
| 1992–1994 | Schweriner SC                | Bezirksliga Mecklenburg-Vorpommern (V)             |
| 1994–1996 | Schweriner SC                | Landesliga/Verbandsliga Mecklenburg-Vorpommern (V) |

| Zeitraum     | Vereinsname                            | Liganame (Spielklasse)                 |
| ------------ | -------------------------------------- | -------------------------------------- |
| 1948–1949    | SG Deutsche Volkspolizei Schwerin      | Bezirksklasse (/)                      |
| 1949–1950    | SG Deutsche Volkspolizei Schwerin      | Landesklasse Mecklenburg (II)          |
| 1950–1951    | SG Deutsche Volkspolizei Schwerin      | Landesklasse Mecklenburg (III)         |
| 1951–1952    | SG Deutsche Volkspolizei Schwerin      | DDR-Liga, Staffel 2 (II)               |
| 1952–1953    | SG Dynamo Schwerin                     | Bezirksklasse Schwerin (IV)            |
| 1953–1954    | SG Dynamo Schwerin                     | Bezirksliga Schwerin (III)             |
| 1954–1955    | SG Dynamo Schwerin                     | DDR-Liga, Staffel 1 (II)               |
| 1955–1957    | SG Dynamo Schwerin                     | 2. DDR-Liga Nord (III)                 |
| 1958         | SG Dynamo Schwerin                     | Bezirksliga Schwerin (IV)              |
| 1959–1963    | SG Dynamo Schwerin                     | 2. DDR-Liga Nord (III)                 |
| 1963–1971    | SG Dynamo Schwerin                     | DDR-Liga, Staffel Nord (II)            |
| 1971–1990    | SG Dynamo Schwerin                     | DDR-Liga, Staffel A (II)               |
| 1990–1991    | Polizei SV Schwerin                    | NOFV-Liga (II)                         |
| 1991–1993    | FSV Schwerin                           | Landesliga Mecklenburg-Vorpommern (IV) |
| 1993–1997    | FSV Schwerin                           | Oberliga Nordost-Nord (II)             |
| 1. Juli 1997 | Anschluss an den FC Eintracht Schwerin |                                        |

### Saisonresultate ab 1996
| Saison  | Liga (Spielklasse)                        | Platz |
| ------- | ----------------------------------------- | ----- |
| 1996/97 | Verbandsliga Mecklenburg-Vorpommern (V) ▲ | 14.   |
| 1997/98 | NOFV-Oberliga, Staffel Nord (IV)          | 04.   |
| 1998/99 | NOFV-Oberliga, Staffel Nord (IV)          | 04.   |
| 1999/00 | NOFV-Oberliga, Staffel Nord (IV) ▼        | 13.   |
| 2000/01 | Verbandsliga Mecklenburg-Vorpommern (V) ▲ | 01.   |
| 2001/02 | NOFV-Oberliga, Staffel Nord (IV)          | 13.   |
| 2002/03 | NOFV-Oberliga, Staffel Nord (IV) ▼        | 17.   |
| 2003/04 | Verbandsliga Mecklenburg-Vorpommern (V)   | 08.   |
| 2004/05 | Verbandsliga Mecklenburg-Vorpommern (V)   | 05.   |
| 2005/06 | Verbandsliga Mecklenburg-Vorpommern (V)   | 03.   |

| Saison  | Liga (Spielklasse)                         | Platz |
| ------- | ------------------------------------------ | ----- |
| 2006/07 | Verbandsliga Mecklenburg-Vorpommern (V)    | 03.   |
| 2007/08 | Verbandsliga Mecklenburg-Vorpommern (V)    | 08.   |
| 2008/09 | Verbandsliga Mecklenburg-Vorpommern (VI) 1 | 06.   |
| 2009/10 | Verbandsliga Mecklenburg-Vorpommern (VI)   | 05.   |
| 2010/11 | Verbandsliga Mecklenburg-Vorpommern (VI)   | 12.   |
| 2011/12 | Verbandsliga Mecklenburg-Vorpommern (VI)   | 14.   |
| 2012/13 | Verbandsliga Mecklenburg-Vorpommern (VI)   | 10.   |
| 2013/14 | Verbandsliga Mecklenburg-Vorpommern (VI)   | 04.   |
| 2014/15 | Verbandsliga Mecklenburg-Vorpommern (VI)   | 02.   |
| 2015/16 | Verbandsliga Mecklenburg-Vorpommern (VI) ▲ | 01.   |

| Saison    | Liga (Spielklasse)                         | Platz |
| --------- | ------------------------------------------ | ----- |
| 2016/17   | NOFV-Oberliga, Staffel Nord (V)            | 11.   |
| 2017/18   | NOFV-Oberliga, Staffel Nord (V) ▼          | 14.   |
| 2018/19   | Verbandsliga Mecklenburg-Vorpommern (VI)   | 05.   |
| 2019/20 2 | Verbandsliga Mecklenburg-Vorpommern (VI)   | 04.   |
| 2020/21 2 | Verbandsliga Mecklenburg-Vorpommern (VI) ▲ | 01.   |
| 2021/22 2 | NOFV-Oberliga, Staffel Nord (V)            | 14.   |
| 2022/23   | NOFV-Oberliga, Staffel Nord (V) ▼          | 18.   |
| 2023/24   | Verbandsliga Mecklenburg-Vorpommern (VI)   | 08.   |
| 2024/25   | Verbandsliga Mecklenburg-Vorpommern (VI)   | 04.   |

## Ehemalige bekannte Spieler
- Steffen Baumgart
- Steffen Benthin
- Jens Bochert
- Matthias Breitkreutz
- Wolf-Rüdiger Netz
- Andreas Reinke
- Matthias Stammann

## Weitere Sportarten
Obwohl der Fokus im Verein auf Fußball liegt, sind Mitglieder des Vereins in weiteren Sportarten aktiv. So beherbergt der Verein eine Gymnastik-Abteilung. Am 2. April 2020 verkündete der Verein die Eröffnung einer E-Sport-Abteilung mit Fokus auf den FIFA-Pro-Club. Im Oktober 2022 gründete der Verein zudem eine eigene Dart-Abteilung. Im Dezember 2022 kündigte der Verein an, eine eigene Walking-Fußball-Abteilung ins Leben zu rufen.